# Lamproscatella coenicola
Lamproscatella coenicola är en tvåvingeart som beskrevs av Ichiro Miyagi 1977. Lamproscatella coenicola ingår i släktet Lamproscatella och familjen vattenflugor. Inga underarter finns listade i Catalogue of Life.